# Францисканеркирхе
Францисканеркирхе (нем. Franziskanerkirche), или Церковь Святого Иеронима, она же «церковь францисканцев» — церковь в архиепархии Вены Римско-католической церкви в столице Австрии. Храм расположен в историческом центре Вены во Внутреннем городе на площади Францисканерплац. В церкви хранится чудотворная статуя Грюнбергской Богоматери, также известная под именем «Мадонны с топором». С XVI века приход находится в ведении священников из Ордена Братьев Меньших (OFM).

## История
С 1451 года монахи-францисканцы служили в Вене при церкви Святого Теобальда в районе Мариахилф. Этот первый монастырь францисканцев в Вене был разрушен в 1529 году.
В 1589 году городской совет передал францисканцам руины сгоревшего монастыря Святого Иеронима, который был основан в 1383—1387 годах при кладбище. До францисканцев в обители находили приют кающиеся проститутки. Францисканцы восстановили церковь в стиле ренессанс с элементами готики. Строительные работы были завершены в 1607 году. Оформление интерьера продолжалось до 1720 года.

## Описание

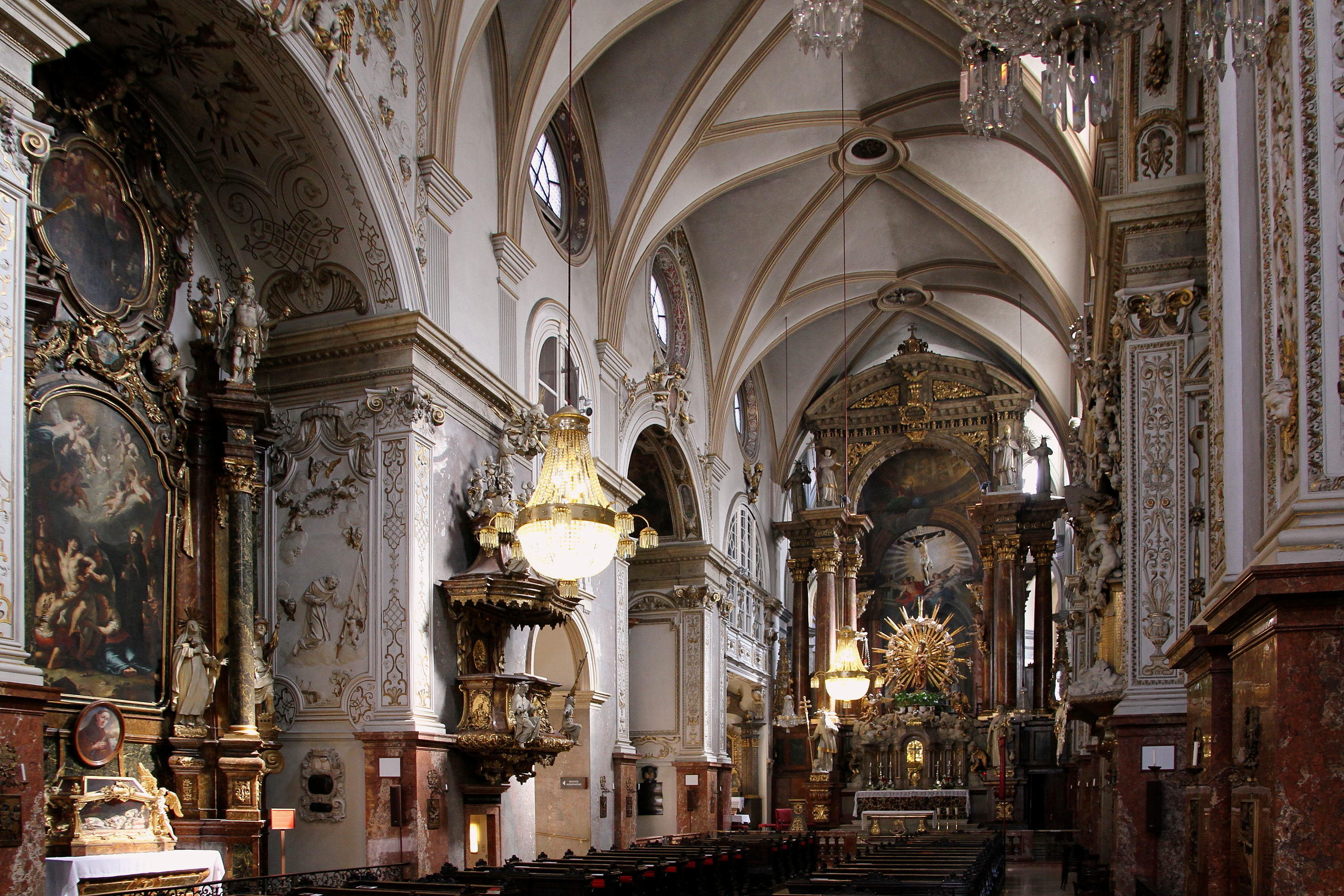
Интерьер церкви францисканцев в Вене

Фасад серого цвета в готическом стиле с элементами ренессанса. На площади перед храмом фонтан «Моисей» работы Иоганна Мартина Фишера, построенный им в 1798 году. Фронтон церкви венчает редкое изображение Святейшей Троицы с тремя лицами. У основания фронтона находятся две скульптуры — святого Людовика IX, короля Франции, францисканца-терциария и святой Клары из Ассизи, покровительницы женской ветви ордена. Здесь же скульптура святого Иеронима с возлежащим львом.
Интерьер церкви выдержан в стиле барокко с элементами рококо. В 1707 году главный алтарь был расписан Андреа дель Поццо. На главном алтаре деревянная статуя Богоматери, изготовленная в Грюнберге в Чехии в XV веке, которую называют «Мадонна с топором». По преданию, когда-то её попытались сжечь протестанты, но огонь не причинил ей вреда. Тогда они попытались разрубить её, но топор застрял в левом плече Богоматери, не причинив ей вреда. Эта статуя почитается чудотворной.
Боковые алтари в стиле барокко украшены картинами и скульптурами Иоганна Мартина Шмидта, Карло Карлоне, Франца Ксавера Вагеншена. Во Францисканеркирхе находится сарейший в Вене орган, установленный в 1643 году Иоганном Векерлем на хорах за главным алтарём.